# Фантастическая четвёрка: Вторжение Серебряного сёрфера
«Фантасти́ческая четвёрка: Вторже́ние Сере́бряного сёрфера» (англ. Fantastic Four: Rise of the Silver Surfer) — американский супергеройский фильм 2007 года, являющийся продолжением картины «Фантастическая четвёрка» (2005). Оба фильма были основаны на комиксах про супергеройскую команду Фантастическая четвёрка от издательства Marvel Comics и срежисированы Тимом Стори. Главные роли исполнили Йоан Гриффит, Джессика Альба, Крис Эванс и Майкл Чиклис, в то время как второстепенных персонажей сыграли Джулиан Макмэхон, Керри Вашингтон, Андрэ Бауэр, Бо Гарретт, Даг Джонс и Лоренс Фишберн. Премьера в США состоялась 15 июля 2007 года. Сюжет повествует о противостоянии Фантастической четвёрки (и Доктора Дума), а впоследствии союзе с Серебряным Сёрфером с целью спасения Земли от Галактуса.
Премьера фильма состоялась 15 июня 2007 года в Северной Америке. Несмотря на смешанные, преимущественно негативные рецензии критиков, фильм получил более высокую оценку нежели первая часть. Фильм собрал более 301 млн. $, заработав меньше предшествующей картины, кассовые сборы которого составили около 333,5 млн. $. Первоначально планировался выход третий части, однако, из-за разочарования продюсеров в итоговых сборов, конфликта между режиссёром и Альбой, а также проблем с разработкой потенциального спин-оффа про Серебряного Сёрфера, франшиза оказалась в производственном аду. В 2015 году вышел одноимённый перезапуск серии фильмов, который был разгромлен критиками и провалился в прокате. После приобретения The Walt Disney Company компании 21st Century Fox права на персонажей вернулись к Marvel Studios.

## Сюжет
После разрушения неизвестной планеты в атмосферу Земли проникает серебряный объект, который проносится над: Японским морем, отчего оно покрывается льдом; над пирамидами и Сфинксом в Гизе — и покрывает их снегом; над Лос-Анджелесом, где отключается всё электричество. Правительство обращается к Риду Ричардсу, поручая ему отследить движение объекта.
Рид и Сьюзан Шторм готовятся к свадьбе, которая широко освещается в СМИ. В начале церемонии прибор Рида фиксирует приближающееся к Нью-Йорку явление. Объект разрушает датчики слежения, в то время как Фантастическая четвёрка спасает гостей от потерявшего управление вертолёта. Джонни Шторм преследует объект, который оказывается инопланетным существом, «Серебряным Сёрфером». Во время развернувшейся конфронтации Сёрфер поднимает Джонни в верхние слои атмосферы, после чего тот, будучи без сознания, падает на Землю. Джонни удаётся восстановить свои силы и пережить падение, приземлившись в пустыне. Позже, когда Сью пытается проверить брата, который ослабел после столкновения с Сёрфером, она дотрагивается до его лба, что приводит к обмену способностями между ними — Джонни становится невидимым, а тело Сью покрывается пламенем, в результате чего последняя попадает в неловкое положение перед жителями города. Тем не менее, брат и сестра вновь меняются способностями друг с другом через физическое прикосновение. Рид устанавливает, что встреча с Сёрфером повлияла на молекулярную структуру Джонни, благодаря чему тот обрёл возможность меняться силами со своими товарищами по команде.
Отслеживая космическую энергию Сёрфера, Рид обнаруживает, что планеты, которые ранее посетил Сёрфер, погибли через восемь дней, а сам пришелец создаёт кратеры по всей Земле для какой-то неизвестной цели. Команда направляется в Лондон, вычислив, что следующий кратер появится именно там. Тем не менее, из-за несвоевременного прибытия Фантастической четвёрки Сёрфер успевает создать кратер, в который впадает Темза. Ко всему прочему, действия Сёрфера приводят к повреждению Лондонского глаза, однако команде удаётся защитить мирных жителей, несмотря на новый инцидент со сменой способностей. Сёрфер пролетает над Латверией, где излучаемая им космическая энергия освобождает Виктора фон Дума, который на протяжении двух лет оставался неподвижной биметаллической статуей. Восстановивший возможность двигаться, но по-прежнему изуродованный Дум выслеживает Сёрфера у ледника Расселла и предлагает ему объединить усилия. Когда Сёрфер отказывается, Дум атакует его в спину. В ответ пришелец отбрасывает Виктора космической энергией через ледник, однако та не убивает его, вместо этого исцеляя от шрамов.
Дум возвращается в США и заключает союз с военными, которые обязывают Фантастическую четвёрку объединиться с ним для захвата Сёрфера. Придя к выводу, что доска Сёрфера является источником его энергии, Рид разрабатывает устройство, которое сможет отделить их друг от друга, в то время как Виктор работает над собственным неизвестным прибором. В Шварцвальде Сьюзан вступает с Сёрфером в диалог, во время которого тот раскрывает, что является слугой настоящего разрушителя миров, выражая сожаление относительно уничтоженных им планет. Военные открывают огонь по Сёрферу, после чего Фантастическая четвёрка, воспользовавшись его отвлечением, успешно активирует устройство, отделяющее пришельца от доски. Военные заключают Сёрфера в тюрьму в Сибири, где подвергают пыткам с целью получения информации. Принимая во внимание слова Сёрфера, а также тот факт, что он защитил Сьюзан от ракет, члены Фантастической четвёрки решают поговорить с ним в тайне от военных. Сьюзан использует свои силы, чтобы проникнуть в камеру, где содержится Сёрфер, который раскрывает личность Пожирателя Миров, Галактуса, космической сущности, питающейся обитаемыми планетами, чтобы выжить. Сёрферу приходится служить Галактусу, чтобы предотвратить уничтожение его собственного мира, а его доска представляет собой самонаводящийся маяк, ведущий Галактуса на Землю. На защиту Сьюзан Сёрфер встал потому, что та напомнила его возлюбленную.
Одержимый силой доски Виктор крадёт её из исследовательского комплекса, используя устройство для наручного браслета, которое он создал в тайне, чтобы получить контроль над средством передвижения Сёрфера. Убив нескольких военных во главе с генералом Хейгером, Дум сбегает в Китай. Фантастическая четвёрка освобождает Сёрфера и бросается вслед за Виктором на Фантастической машине, догнав его в Шанхае. Во время сражения Сьюзан заслоняет собой Сёрфера, получив смертельное ранение от копья Дума. Джонни поглощает способности всех членов команды, чтобы противостоять космической энергии Дума. Ему удаётся повредить устройство Виктора и лишить контроля над доской, в то время как Бен Гримм использует близлежащий кран и отбрасывает Дума в гавань. Тем не менее, Галактус достигает Земли, а Сьюзан умирает на руках Рида. Сёрфер восстанавливает контроль над своей доской, и, при помощи новообретённой силы, он оживляет Сьюзан и спасает Землю, добравшись до Галактуса благодаря Джонни. В результате энергетического взрыва Галактус погибает и Сёрфер, казалось бы, тоже. В то же время, повторный контакт с Сёрфером избавил Джонни от способности меняться силами с другими членами команды.
Вскоре после событий в Шанхае Рид и Сьюзан женятся в Японии, однако им приходится прервать церемонию из-за сообщения о погружающейся под воду Венеции. К облегчению Рида, Сью быстро завершает свадьбу, после чего Фантастическая четвёрка отправляется на спасение города.
В сцене между титрами безжизненное тело Сёрфера пролетает по космосу, однако, в какой-то момент он открывает глаза, а его доска устремляется обратно к нему.

## В ролях
| Актёр            | Роль                                          |
| ---------------- | --------------------------------------------- |
| Йоан Гриффитт    | Рид Ричардс / Мистер Фантастик                |
| Джессика Альба   | Сьюзан Шторм / Невидимая Леди                 |
| Крис Эванс       | Джонни Шторм / Человек-факел                  |
| Майкл Чиклис     | Бен Гримм / Существо                          |
| Даг Джонс        | Норрин Радд / Серебряный Сёрфер               |
| Лоренс Фишберн   | Норрин Радд / Серебряный Сёрфер (озвучивание) |
| Джулиан Макмэхон | Виктор фон Дум / Доктор Дум                   |

| Актёр            | Роль                 |
| ---------------- | -------------------- |
| Керри Вашингтон  | Алисия Мастерс       |
| Бо Гарретт       | капитан Фрэнки Рэй   |
| Ванесса Миннилло | Джулия Эйнджел       |
| Андре Брауэр     | генерал Хейгер       |
| Брайан Позен     | священник на свадьбе |
| Стэн Ли          | в роли самого себя   |

## Производство
После того, как «Фантастическая четвёрка» собрала свыше 333,5 млн. $ по всему миру, студия 20th Century Fox наняла режиссёра Тима Стори и сценариста Марка Фроста в декабре 2005 года, которые вернулись к работе над сиквелом. Фрост и Дон Пэйн присоединились к проекту в качестве сценаристов. По словам Пэйна сюжет в первую очередь базировался на сюжетной линии The Galactus Trilogy, в котором состоялось первое появление Галактуса, а также на комиксах Fantastic Four #57-#60, повествовавших о том, как Дум украл способности Серебряного Сёрфера. Также Пэйн отметил, что черпал вдохновение из ограниченной серии Ultimate Extinction, выходившей в рамках импринта Ultimate Marvel. По состоянию на 2 марта 2007 года команда по визуальным эффектам не успела создать дизайн Галактуса. До того, как Лоренс Фишберн был нанят студией, чтобы озвучить Сёрфера, создатели сомневались, что персонаж будет разговаривать. В сентябре актёр Даг Джонс был утверждён как исполнитель роли Норрина Радда. «Вторжение Серебряного сёрфера» и «Хеллбой: Герой из пекла» (2004) остаются единственными фильмами в карьере актёра, где его персонажей озвучивали другие люди.
В фильме появилась «Фантастическая машина», а роль Алисси Мастерс в исполнении Керри Вашингтон была существенно расширена. В июне 2006 года студия объявила, что Серебряный Сёрфер станет «героем/злодеем» картины. Сёрфер был создан путём объединения тела актёра Дага Джонса, серо-серебряного костюма, придуманного Хосе Фернандесом и созданного магазином FX Spectral Motion, а затем был улучшен новой компьютерной системой, разработанной WETA.
В августе 2006 года студия анонсировала официальное название фильма — «Фантастическая четвёрка: Вторжение Серебряного сёрфера», в то время как на ранних этапах производства он назывался «Фантастическая четвёрка 2». Основные съёмки начались 28 августа в Ванкувере и продлились до 15 июня 2007 года. Дизайн костюма героя Майкла Чиклиса, Существа, был переработан, чтобы актёр мог снимать его между дублями, а также в целях совершенствования вентиляции.
В августе 2006 года актёр Андре Брауэр отказался от роли второго плана в сериале «Скорая помощь», чтобы принять участие во «Вторжении Серебряного Сёрфера». Брауэр сыграл генерала Хагера, которого режиссёр Стори описал как «старого знакомого Рида Ричардса, являющегося одним из главных дополнений фильма». Джулиану Макмэхон вернулся к роли Доктора Дума. Также было переконструировано Здание Бакстера.

## Музыка
| Оценки критиков | Оценки критиков |
| Источник        | Оценка          |
| --------------- | --------------- |
| IGN             | 7.7/10          |

| №                   | Название                                 | Длительность |
| ------------------- | ---------------------------------------- | ------------ |
| 1.                  | «Silver Surfer Theme»                    | 4:21         |
| 2.                  | «Galactus Destroys / Opening»            | 1:53         |
| 3.                  | «Pursuing Doom»                          | 3:12         |
| 4.                  | «Wedding Day Jitters»                    | 1:21         |
| 5.                  | «Chasing The Surfer»                     | 2:32         |
| 6.                  | «Camp Testosterone / Meeting The Surfer» | 3:35         |
| 7.                  | «A Little Persuasion»                    | 2:07         |
| 8.                  | «Botched Heroics»                        | 4:36         |
| 9.                  | «Someone I Once Knew»                    | 2:24         |
| 10.                 | «The Future / Doom’s Deal»               | 2:58         |
| 11.                 | «Sibling Switch»                         | 1:41         |
| 12.                 | «Outside Help»                           | 2:38         |
| 13.                 | «Springing The Surfer»                   | 1:57         |
| 14.                 | «Doom's Double Cross»                    | 2:41         |
| 15.                 | «Mr. Sherman / Under The Radar»          | 1:55         |
| 16.                 | «Four In One»                            | 3:04         |
| 17.                 | «Silver Savior / Aftermath»              | 5:55         |
| 18.                 | «Gunshot Wedding»                        | 1:18         |
| 19.                 | «Noren Radd»                             | 0:49         |
| Общая длительность: | Общая длительность:                      | 50:57        |

## Выпуск
Первоначально тизер-трейлер фильма демонстрировался исключительно на киносеансах картины «Ночь в музее» (2006). С 26 декабря 2006 года он стал доступен для широкой публики в интернете. Показ театрального трейлера должен был состояться перед началом фильма «Паранойя» (2007), однако, из-за технических ошибок Стори заявил, что зрители смогут увидеть трейлер на сеансах фильма «Человек-паук 3: Враг в отражении», начиная с 4 мая 2007 года. Публикация трейлера в интернете состоялась 30 апреля 2007 года на веб-сайте Apple Trailer. 20th Century Fox запустила рекламную кампанию в конце февраля того же года. В рамках продвижения фильма актёры посетили гонку Coca-Cola 600 Nextel Cup NASCAR в Шарлотте.
В конце мая 2007 года 20th Century Fox заключила сделку с Монетным двором Франклина относительно маркетинга, в рамках которого компания выпустила эксклюзивные американские четвертаки в количестве 40 000 штук и ввела их в обращение. Все изменённые монеты были отчеканены в 2005 году и находились в Калифорнии в рамках программы «Двадцатипятицентовики пятидесяти штатов», созданной Монетным двором США. На памятных монетах было выгравировано изображение Серебряного Сёрфера вместе с URL-адресом на официальный сайт фильма. Монетный двор США заявил о нарушении закона со стороны Монетного двора Франклина, которые использовали правительственную валюту как частную рекламу. Тем не менее, Федеральный монетный двор воздержался от комментарием о санкциях к Монетному двору Франклина.
DVD-релиз «Вторжения Серебряного сёрфера» состоялся 2 октября 2007 года. В тот же день фильм был выпущен на Blu-ray.

## Восприятие

### Кассовые сборы
За первую неделю «Вторжение Серебряного сёрфера» заработал примерно 58 млн. $, став самым кассовым фильмом в прокате США того периода, превзойдя результаты первой части на 2 млн. $ за то же время. Ко второй неделе сборы фильма упали на 66 %, а на третьей — на 54 %. Общие сборы фильма составили 289 млн. $ по всему миру, включая 131,9 млн. $ на территории США и Канады. Бюджет картины оценивается в 120—130 млн. $.

### Отзывы критиков
На сайте Rotten Tomatoes его рейтинг составляет 37 % со средней оценкой в 4,8 баллов из 10 на основе 172 рецензий. Консенсус сайта гласит: «Несмотря на улучшения по сравнению с его предшественником, фильм „Фантастическая четвёрка: Вторжение Серебряного сёрфера“ — это подростковая, примитивная картина, которая не имеет никаких достоинств помимо спецэффектов». Metacritic, который выставляет оценки на основе среднего арифметического взвешенного, дал фильму 45 баллов из 100 на основе 33 рецензий. Зрители, опрошенные CinemaScope, дали фильму среднюю оценку «B» по шкале от A+ до F.
Кинокритик газеты The New York Times Манола Даргис назвала фильм «смесью заезженных штампов, спёртого воздуха, глупых приколов, случайного сексизма и псевдонаучной чушью». Джо Моргенштерн из The Wall Street Journal отметил, что фильм получился «более весёлым, чем оригинал», но «не смог оправдать свой скромный хронометраж в 87 минут». По мнению Джеймса Берардинелли из ReelViews.com «фильм оказался настолько невзрачным, что „Человек-паук 3“ выглядит шедевром по сравнению с ним».
С другой стороны, Кевину Махеру из The Times понравился светлый тон фильма, а сам автор резюмировал: «Фильм оправдывает все ваши ожидания от истории, зародившейся на страницах комиксов 60-х — яркий, головокружительный, эмоционально примитивный, отчаянно глупый и милосердно короткий».

### Награды и номинации
«Фантастическая четвёрка: Вторжение Серебряного сёрфера» был номинирован в пятнадцати категориях, в двух из которых одержал победу. Фильм получил премию «Золотой трейлер» 2008 года за «Лучший тизер-постер», обойдя такие картины как «Пила 4» и «Квант милосердия». На церемонии Kids’ Choice Awards 2008 года Джессика Альба одержала победу в номинации «Любимая киноактриса», обойдя Киру Найтли из фильма «Пираты Карибского моря: На краю света» и Кирстен Данст из фильма «Человек-паук 3: Враг в отражении». «Вторжение Серебряного сёрфера» был удостоен пяти дополнительных номинаций на Kids’ Choice Awards.
Картина проиграла «Монстро» премию Академии научной фантастики, фэнтези и фильмов ужасов за лучший научно-фантастический фильм 2008 года. Аналогичная ситуация произошла в категории «Лучший летний фильм, который вы еще не видели», представленной MTV Movie Awards, где «Вторжение Серебряного сёрфера» уступил «Трансформерам». National Movie Awards, UK отдала предпочтение фильму «Гарри Поттер и Орден Феникса» в категории «Лучшая семья» 2007 года вместо второй «Фантастической четвёрки». Фильм был номинирован в восьми категориях на церемонии Teen Choice Awards в 2007 году, но не получил ни одной награды.
| Год  | Премия                    | Категория                                           | Получатель                             | Результат | Ссылка |
| ---- | ------------------------- | --------------------------------------------------- | -------------------------------------- | --------- | ------ |
| 2007 | Golden Schmoes Awards     | «Худший фильм года»                                 | Ави Арад, Бернд Айхингер, Ральф Уинтер | Номинация | [ 45 ] |
| 2007 | MTV Movie Awards          | «Лучший летний фильм, который вы еще не видели»     | Ави Арад, Бернд Айхингер, Ральф Уинтер | Номинация | [ 45 ] |
| 2007 | National Movie Awards, UK | «Лучшая семья»                                      | Ави Арад, Бернд Айхингер, Ральф Уинтер | Номинация | [ 45 ] |
| 2007 | Scream Awards             | «Лучшая киноадаптация комикса»                      | Ави Арад, Бернд Айхингер, Ральф Уинтер | Номинация | [ 45 ] |
| 2007 | Scream Awards             | «Сексуальная супергероиня»                          | Джессика Альба                         | Победа    | [ 45 ] |
| 2007 | Scream Awards             | «Лучший супергерой»                                 | Крис Эванс                             | Номинация | [ 45 ] |
| 2007 | Scream Awards             | «Лучший супергерой»                                 | Майкл Чиклис                           | Номинация | [ 45 ] |
| 2007 | Teen Choice Awards        | «Лучший фильм: Приключенческий боевик»              | Ави Арад, Бернд Айхингер, Ральф Уинтер | Номинация | [ 45 ] |
| 2007 | Teen Choice Awards        | «Лучший актёр: Приключенческий боевик»              | Крис Эванс                             | Номинация | [ 45 ] |
| 2007 | Teen Choice Awards        | «Лучший актриса: Приключенческий боевик»            | Джессика Альба                         | Номинация | [ 45 ] |
| 2007 | Teen Choice Awards        | «Лучшая истерика»                                   | Джессика Альба                         | Номинация | [ 45 ] |
| 2007 | Teen Choice Awards        | «Лучший танец»                                      | Йоан Гриффит                           | Номинация | [ 45 ] |
| 2007 | Teen Choice Awards        | «Лучшая драка»                                      | Крис Эванс и Джулиан Макмэхон          | Номинация | [ 45 ] |
| 2007 | Teen Choice Awards        | «Лучший злодей»                                     | Джулиан Макмэхон                       | Номинация | [ 45 ] |
| 2007 | Teen Choice Awards        | «Лучший летний фильм: Драма/Приключенческий боевик» | Ави Арад, Бернд Айхингер, Ральф Уинтер | Номинация | [ 45 ] |
| 2008 | Golden Trailer Awards     | «Лучший тизер-постер»                               | Ави Арад, Бернд Айхингер, Ральф Уинтер | Номинация | [ 45 ] |
| 2008 | Kids’ Choice Awards       | «Любимая киноактриса»                               | Джессика Альба                         | Победа    | [ 45 ] |
| 2008 | Razzie Awards             | «Худшая актриса»                                    | Джессика Альба                         | Номинация | [ 45 ] |
| 2008 | Razzie Awards             | «Худшая экранная пара»                              | Джессика Альба и Йоан Гриффит          | Номинация | [ 45 ] |

## Будущее
Основной актёрский состав первоначально подписал контракт на три фильма с Fox Studios. Джулиан Макмэхон также согласился принять участие в работе над третьим фильмом. По словам Чиклиса, третий фильм должен был уделить больше внимания отношениям Бена и Алисии. Джессика Альба проявила интерес к появлению Франклина Ричардса. Бо Гаретт выразила желание вернуться в качестве Новы. Тим Стори признался, что хотел бы режиссировать третий и четвёртый фильмы, в то время как сценарист Дон Пэйн отметил, что в фильме могут появиться Нелюди, Скруллы, Кукловод, Аннигилус и Негативная зона. Поскольку «Фантастическая четвёрка: Вторжение Серебряного сёрфера» собрал в прокате меньше, чем его предшественник, у студии появились сомнения в перспективе развития франшизы. В марте 2008 года Крис Эванс сказал, что выход третьей части маловероятен. Примерно в 2011 году должен был выйти фильм-кроссовер серии фильмов о Людях Икс и дилогии «Фантастическая четвёрка». Данный фильм был бы по сюжету схож с фильмом «Первый мститель: Противостояние», а в сцене после титров должны были впервые появиться скруллы.
После объявления о перезапуске франшизы, кинокомпания 20th Century Fox заявила о том, что в качестве продюсеров выступят Акива Голдсман и Мэттью Вон, а Майкл Грин, Сет Грэм-Смит и Джереми Слэйтер напишут сценарий к фильму. Режиссёром будущего фильма станет Джош Транк. Начало съёмок было запланировано на сентябрь 2013 года. Релиз фильма состоялся в августе 2015 года.
14 декабря 2017 года The Walt Disney Company согласовала сделку в $52,4 млрд по покупке 21st Century Fox, включая права на «Фантастическую четвёрку» от 20th Century Fox. Генеральный директор Disney Боб Айгер заявил, что Marvel Studios планирует интегрировать Фантастическую четвёрку наряду с Людьми Икс и Дэдпулом в свою киновселенную. 20 марта 2019 года сделка в $71,3 млрд была официально закрыта. В июле 2019 года на San Diego Comic-Con президент Marvel Studios Кевин Файги подтвердил, что новый фильм о Фантастической четвёрке находится в разработке. «Фантастическая четвёрка: Первые шаги» стал первым фильмом шестой фазы КВМ; его премьера состоялась 25 июля 2025 года.
В фильме киновселенной «Дэдпул и Росомаха» (2024), затрагивающем концепцию мультивселенной, Крис Эванс появился в роли Джонни Шторма / Человека-факела из картин Тима Стори в качестве камео.